# Nancy Richey
Pour les articles homonymes, voir Richey.
Nancy Richey épouse Gunter (née le 23 août 1942 à San Angelo, Texas) est une joueuse de tennis américaine, amateur puis professionnelle au début des années 1970.
Elle a commencé sa carrière à la fin des années 1950 et participé à ses derniers tournois en 1978.
En 1970, avec huit autres joueuses, les Original 9, elle a participé à la création du tout premier circuit professionnel de tennis féminin autonome (futur WTA Tour).
Joueuse éclipsée par Evonne Goolagong, Billie Jean King ou Margaret Smith Court, elle a remporté six titres du Grand Chelem (dont deux en simple) et atteint le 2e rang mondial en 1969.
Nancy Richey est membre du International Tennis Hall of Fame depuis 2003.